# Паслін колючий
Паслі́н колю́чий (лат. Solanum rostratum Dunal) — вид пасльону, батьківщиною якого є Мексика та південна частина США, хоча зараз рослина трапляється у більшості помірних та субтропічних зон світу як інтродукований вид.

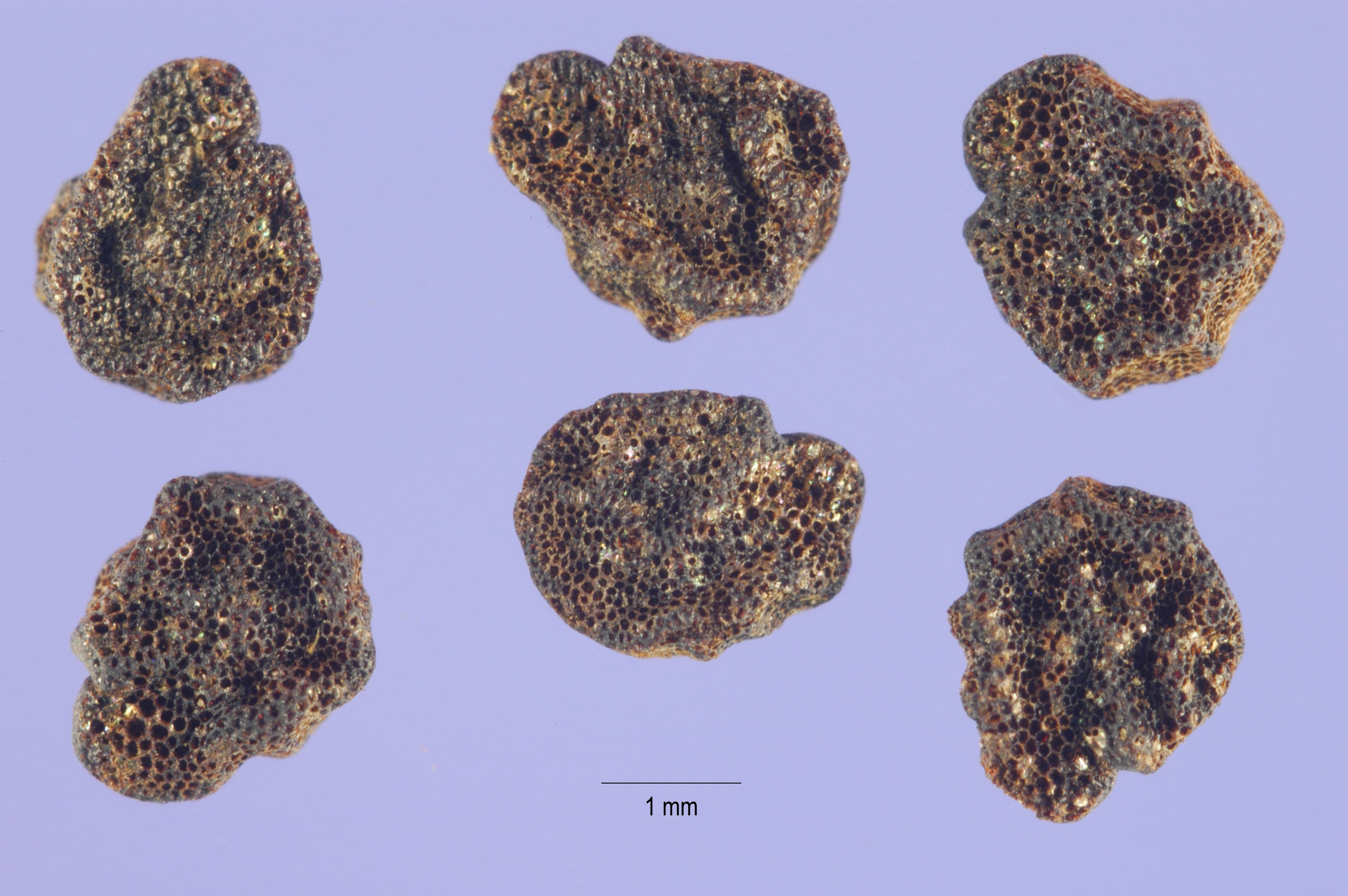
Насіння пасльону колючого

Ця рослина зазвичай є шкідливою для сільського господарства, що виснажує ґрунт забираючи у культурних рослин вологу і поживні речовини, знижується врожай та погіршується його якість. Вона шкідлива і для тварин. Солома зернових і сіно трав, що засмічені бур'яном непридатні ні на корм ні на підстилку. Його колючки ранять людей, що обробляють посіви. Крім цього паслін колючий є кормовою рослиною для відомих шкідників: колорадського жука та картопляної молі, а також сприяє розвитку вірусних захворювань картоплі і томатів.
Паслін колючий — однорічний бур'ян. Висота куща до 70 см, сильно розгалужений. Стебло велике, гіллясте, трав'янисте., квітки жовті, листя супротивне. Перші справжні листки вже мають колючки. Цвітіння та плодоношення цієї рослини продовжується до глибокої осені. Розмножується насінням, кожна рослина може дати до 5 000 насінин. Навіть при пізніх сходах, в серпні, дають насіння пізньої осені. Насіння зберігає здатність до проростання до 11 років. При заорюванні рослини разом з недорозвиненим насінням, згодом воно все одно сходить.

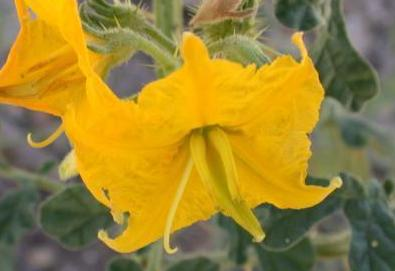
Квітка пасльону колючого

На 1 січня 2006 року загальна площа забур'яненості по Україні становить 1190,4 га в Донецькій, Луганській, Одеській та Херсонській областях.
В Херсонській області площі під бур'яном зменшились на 400 га за рахунок проведення ефективних винищувальних заходів.
У 2005 році збільшилась на 0,2 га площа розповсюдження пасльону колючого в старому вогнищі на підприємстві м. Бахмут Донецької області.

## Заходи боротьби
Площі, сильно засмічені пасльоном доцільно відводити під зернові на зелений корм чи під зайняті пари з посівами гороху. На засмічених полях злакових культур на зерно, після збирання врожаю проводять лущення стерні, а через 20—22 дні — глибоку оранку. У посівах просапних культур міжряддя, як правило обробляють лише два рази, тому необхідно передбачити третю обробку на засмічених пасльоном полях.
На посівах кукурудзи для боротьби з бур'яном застосовують гербіциди симазин і атразин (5 кг/га до появи сходів і по 3 кг/га після появи, коли кукурудза перебуває у фазі 2—4 листків). Післядія препарату залишається і на наступний рік, тому поле кукурудзи, оброблене одним з цих гербіцидів, потрібно, як виняток, у наступному році також зайняти кукурудзою.
У садах, балках на пустирях можна застосовувати ДНОК 4 % концентрації, карболінеум 15 % концентрації або 2,4-Д (натрієва сіль), з розрахунку 1 кг/га у суміші з аміачною селітрою (10 кг). Норма витрати робочої рідини становить 1 000—2 000 л/га.